# 竹村尚子
竹村 尚子 (たけむら なおこ) は、日本の投資アナリスト。
SRIや中小型成長株、システム運用などを中心とした投資商品を手がけている。

## 来歴・人物
大阪大学経済学部卒。
1989年から92年まで米国最大手の私的年金基金TIAA-CREF（全米大学教授退職年金基金）で、非米国籍で初めてのファンドマネージャーとなり、3,000億円の運用を担当。その後も野村證券グループ、ボウエンキャピタルマネジメントにて実績を上げる。
1998年単年、および1997年から2001年までの5年間のパフォーマンスがオフショア日本株ファンドで第1位。信用格付機関スタンダード＆プアーズから表彰される。
2001年には経済誌『Forbes』にて「世界のファンドマネージャートップ20」の一人に選出。
2009年7月、2009/2010年度の国際著名人年鑑「International WHO’S WHO of Professionlas」の一人に選出される。

## 雑誌
- 経済誌『Forbes』2001年8月号にて「世界のファンドマネージャートップ20」の一人に選出。